# Malacocephalus luzonensis
Malacocephalus luzonensis är en fiskart som beskrevs av Gilbert och Hubbs 1920. Malacocephalus luzonensis ingår i släktet Malacocephalus och familjen skolästfiskar. IUCN kategoriserar arten globalt som otillräckligt studerad. Inga underarter finns listade i Catalogue of Life.